# Ritratti: Mario Rigoni Stern
Ritratti: Mario Rigoni Stern è un documentario del 1999 diretto da Carlo Mazzacurati.

## Trama
Tre giornate che Mario Rigoni Stern passa con Marco Paolini d'inverno, in un vecchio ricovero di boscaioli sulla Piana di Marcesina, sono un'occasione per lo scrittore di Asiago per raccontare la sua vita.
La seconda giornata è dedicata al tempo del ritorno e all'altopiano di Asiago, di cui Rigoni Stern è voce e coscienza.
Nella terza giornata Rigoni Stern riflette sul presente, parlando di natura, memoria e responsabilità.